# Yeshi Silvano Namkhai
Yeshi Silvano Namkhai, aussi appelé Khyentse Yeshe (tibétain : མཁྱེན་བརྩེ་ཡེ་ཤེས, Wylie : mkhyen brtse ye shes), né à Tivoli (Rome) en Italie le 3 juillet 1970 est un enseignant du dzogchen italien,  ayant reçu une formation occidentale et bouddhiste. Fils de Namkhai Norbu Rinpoché, un maître tibétain du dzogchen, il est reconnu comme le tulkou et successeur d'un lama tibétain du dzogchen. 

## Biographie

### Enfance et formation
Yeshi Silvano Namkhai, fils de Chögyal Namkhai Norbu Rinpoché et de sa mère Rosa Tolli est né le 3 juillet 1970 à Tivoli. Son père eut des indications qu'il s'agissait de la réincarnation de son oncle et lama au cours de rêves précédent et suivant sa naissance.
A l'âge de 5 ans, Yeshi est reconnu par Sakya Trizin comme tulkou de l’oncle maternel de son père, Jamyang Khyentse Chökyi Wangchuk (1909-1960), un important maître du dzogchen, tertön et lui même réincarnation de Jamyang Chokyi Wangpo, mort en méditation un an après son emprisonnement par des communistes chinois et tibétains à Dergué durant l'occupation chinoise du Tibet oriental ; Sakya Trizin lui donne le nom de Jamyang Chokyi Nyima. Yeshi réagit en déclarant qu’il n’en a pas reçu les « preuves » et se sent accablé par les attentes qui découlent de cette reconnaissance.
En 1988, à l'âge de 18 ans, Yeshi entreprend de suivre des cours de psychologie malgré la désapprobation de son père.
Il a étudié la philosophie à l’université de Rome « La Sapienza » et l’ingénierie à l’université de Bologne, avant de devenir gestionnaire et consultant en affaires en technologies de l'information.

### Directeur spirituel d'une communauté dzogchen
A l'âge de 24 ans, Yeshi, alors père de famille et devenu homme d'affaires, finit par accepter de suivre le chemin de son père.
A partir de 1998, Yeshi Namkhai travaille pour la communauté dzogchen. Utilisant ses compétences professionnelles en informatique, il met en place un système de transmission par webcast pour transmettre des enseignements du dzogchen.
A partir de 2002, Yeshi Namkhai promeut le développement de la communauté dzogchen, puis devient directeur du Gakyil International qui vise a prendre en charge la coordination de la communauté.
En août 2007, Yeshi Silvano Namkhai visite le Tibet pour soutenir le monastère de Galing (tibétain : སྒ་གླིང་དགོན, Wylie : sga gling dgon) le monastère de son prédécesseur dans une vallée proche de Dergué où il est intronisé. Il y reçoit des visions claires.
De retour en Italie, il s'arrête de travailler, et se consacre comme son père à l'enseignement du dharma pour la communauté bouddhique.
A partir de 2008 et au cours des années 2010, il a donné des conférences et enseignements dans 23 pays d'Europe, en Russie, aux États-Unis, en Amérique du Sud et en Australie, principalement sur Milam, la Pratique du rêve et sur le niveau de base de « Santi Maha Sangha », des enseignements et pratiques écrits par Chögyal Namkhai Norbu pour ses élèves.
Il apparaît dans le film documentaire de Jennifer Fox, My Reincarnation sorti en 2011,, un long métrage documentaire biographique tourné sur une période de 20 ans sur  Chögyal Namkhai Norbu et son fils Yeshi Silvano Namkhai.
En 2024, Khyentse Namkhai Yeshe (Yeshi Silvano Namkhai) est le guide spirituel du centre bouddhiste tibétain Merigar en Italie.

### Vie privée
Yeshi Namkhai est marié et a un fils et une fille.